# Leotiales
Leotiales é uma ordem de fungos ascomicetos. Contém 2 famílias (Bulgariaceae e Leotiaceae), 11 géneros, e 41 espécies.